# Encykliky Pia XI.
Papež Pius XI. vydal za sedmnáct let svého pontifikátu (1922–1939) 31 encyklik, v okamžiku, kdy zemřel, měl připravenu ještě jednu, nazvanou Humani generis unitas. Mimo to vydal 6. ledna 1929 apoštolskou konstituci Auspicantibus nobis.

## Nevydaná encyklika
Humani generis unitas (O jednotě lidské rasy), v níž Pius XI. výslovně odsuzoval rasismus, Třetí říši a perzekuce Židů, nebyla nikdy vydána. Není tak úplně jasné, zda její vydání překazila papežova nemoc a smrt, či zda je odložil či stornoval na základě doporučení svého státního sekretáře (a pozdějšího nástupce) kardinála Pacelliho, který takové výslovné odsouzení považoval za nemoudré pro církev i samotné Židy. 
Každopádně ale nezůstala nevyužita, Pius XII. použil část jejího textu ve své první encyklice Summi pontificatus, která odsuzovala rasismus, ovšem bez výslovného uvedení Židů či Třetí říše.

## Seznam
| Číslo | Jméno                       | Podtitul                                             | Datum vydání      | Text                                              |
| ----- | --------------------------- | ---------------------------------------------------- | ----------------- | ------------------------------------------------- |
| 1.    | Ubi arcano                  | O pokoji Kristově dosažitelném v království Kristově | 23. prosinec 1922 | anglicky                                          |
| 2.    | Rerum omnium perturbationem | O sv. Františku Saleském                             | 26. leden 1923    | anglicky                                          |
| 3.    | Studiorum ducem             |                                                      | 29. červen 1923   | anglicky                                          |
| 4.    | Ecclesiam Dei               |                                                      |                   |                                                   |
| 5.    | Maximam gravissimamque      |                                                      |                   |                                                   |
| 6.    | Quas primas                 | O Kristu Králi                                       | 11. prosinec 1925 | anglicky česky                                    |
| 7.    | Rerum ecclesiae             | O povznesení posvátných misií                        | 28. únor 1926     |                                                   |
| 8.    | Rite expiatis               | O sv. Františku z Assisi                             |                   |                                                   |
| 9.    | Iniquis afflictisque        |                                                      |                   |                                                   |
| 10.   | Mortalium animos            | O jednotě křesťanů                                   | 6. leden 1928     |                                                   |
| 11.   | Miserentissimus redemptor   |                                                      |                   |                                                   |
| 12.   | Rerum orientalium           |                                                      |                   |                                                   |
| 13.   | Mens nostra                 | O horlivém šíření duchovních cvičení                 | 20. prosinec 1929 |                                                   |
| 14.   | Divini illius magistri      | O výchově křesťanské mládeže                         | 31. prosinec 1929 |                                                   |
| 15.   | Quinquagesimo ante          |                                                      |                   |                                                   |
| 16.   | Rappresentanti in terra     |                                                      |                   |                                                   |
| 17.   | Ad salutem                  |                                                      |                   |                                                   |
| 18.   | Casti connubii              | O křesťanském manželství                             | 31. prosinec 1930 |                                                   |
| 19.   | Quadragesimo anno           |                                                      | 15. květen 1931   | česky Archivováno 7. 2. 2008 na Wayback Machine.  |
| 20.   | Non abbiamo bisogno         | O Katolické akci Itálie                              | 29. červenec 1931 | slovensky                                         |
| 21.   | Nova impendet               |                                                      |                   |                                                   |
| 22.   | Lux veritatis               |                                                      |                   |                                                   |
| 23.   | Caritate Christi compulsi   | Proti ateismu                                        | 3. květen 1932    |                                                   |
| 24.   | Acerba animi                |                                                      |                   |                                                   |
| 25.   | Dilectissima nobis          | O utlačované církvi ve Španělsku                     | 3. červen 1933    | anglicky                                          |
| 26.   | Ad catholici sacerdotii     | O katolickém kněžství                                | 20. prosinec 1935 | slovensky                                         |
| 27.   | Vigilanti cura              | O filmu                                              | 29. červen 1936   |                                                   |
| 28.   | Mit brennender Sorge        | O postavení katolické církve v Německu               | 14. březen 1937   | slovensky                                         |
| 29.   | Divini redemptoris          | O bezbožném komunismu                                | 19. březen 1937   | česky Archivováno 21. 9. 2021 na Wayback Machine. |
| 30.   | Nos es muy conocida         |                                                      |                   |                                                   |
| 31.   | Ingravescentibus malis      | O růženci nejblahoslavenější Panny Marie             | 29. září 1937     | česky                                             |